# Pablo Mudarra
Mudarra  Segura est un nom espagnol. Le premier nom de famille, en général paternel, est Mudarra ; le second, en général maternel, souvent omis, est Segura.
Pablo Mudarra Segura, né le 15 juin 1991, est un coureur cycliste costaricien.

## Biographie
En juillet 2013, il est suspendu deux ans pour dopage au GW501516 lors du dernier Tour du Costa Rica.

## Palmarès et résultats

### Par année
- 2010
  - 4e étape de la Vuelta de la Juventud Costa Rica
  - 2e de la Vuelta de la Juventud Costa Rica
- 2011
  - 4e étape de la Vuelta de la Juventud Costa Rica
  - 6e étape de la Vuelta de Higuito
  - 2e et 6e étapes du Tour du Costa Rica
  - 2e de la Vuelta de la Juventud Costa Rica
- 2012
  -  Champion du Costa Rica sur route
  -  Champion du Costa Rica sur route espoirs
  - 3e étape de la Vuelta al Caribe
  - 5e et 6e étapes de la Vuelta a San Carlos
  - 5e étape de la Vuelta a Occidente
  - 3e et 4e étapes de la Vuelta de Higuito
  - Vuelta de la Juventud Costa Rica :
    - Classement général
    - 1re et 3e étapes
- 2013
  - 1re étape de la Vuelta a la Independencia Nacional
- 2015
  - 5e étape de la Vuelta a Guanacaste
  - 2e étape de la Vuelta a San Carlos
  - 3e du championnat du Costa Rica sur route
  - 8e du championnat panaméricain sur route
- 2016
  - 2e étape de la Copa Guanacasteca
- 2017
  - 2e du Tour du Nicaragua
- 2018
  - 4e étape de la Clásica Nicoya
  - 3e étape de la Clasica Upala
  - 2e de la Clasica Upala
- 2019
  - Vuelta al Caribe :
    - Classement général
    - 1re étape

  - 2e étape de la Vuelta Chorotega
  - 3e de la Vuelta Chorotega
  - 9e du championnat panaméricain sur route
- 2020
  - Champion du Costa Rica du critérium[2]
- 2021
  - 3e du championnat du Costa Rica sur route
- 2022
  - 2e du championnat du Costa Rica sur route
- 2023
  - 1re étape de la Vuelta al Norte
  - 1re étape du Tour du Costa Rica
  - 2e du championnat du Costa Rica du contre-la-montre par équipes
- 2024
  - 5e étape de la Vuelta a Chiriquí
  - 1re étape de la Vuelta San Carlos
  - 10e étape du Tour du Costa Rica

### Classements mondiaux
| Année                                 | 2012 | 2013 | 2014 | 2015 | 2016 | 2017  | 2018  | 2019 | 2020  | 2021  | 2022  | 2023  | 2024  |
| ------------------------------------- | ---- | ---- | ---- | ---- | ---- | ----- | ----- | ---- | ----- | ----- | ----- | ----- | ----- |
| Classement mondial                    |      |      |      |      | nc   | 1788e | 1556e | 792e | 2163e | 1440e | 1307e | 2103e | 1862e |
| UCI America Tour                      | 34e  | 329e | nc   | 115e | nc   | 226e  | 165e  | 92e  | 210e  | 229e  | 171e  | nc    | nc    |
|                                       |      |      |      |      |      |       |       |      |       |       |       |       |       |
| Légende : nc = non classéSource : UCI |      |      |      |      |      |       |       |      |       |       |       |       |       |